# Мені (Луїзіана)
Мені (англ. Many) — місто (англ. town) в США, в окрузі Сабін штату Луїзіана. Населення — 2571 особа (2020).

## Географія
Мені розташоване за координатами 31°33′59″ пн. ш. 93°28′40″ зх. д. / 31.56639° пн. ш. 93.47778° зх. д. (31.566317, -93.477741).  За даними Бюро перепису населення США в 2010 році місто мало площу 8,96 км², уся площа — суходіл.

### Клімат
| Клімат : Мені         | Клімат : Мені | Клімат : Мені | Клімат : Мені | Клімат : Мені | Клімат : Мені | Клімат : Мені | Клімат : Мені | Клімат : Мені | Клімат : Мені | Клімат : Мені | Клімат : Мені | Клімат : Мені | Клімат : Мені |
| Показник              | Січ.          | Лют.          | Бер.          | Квіт.         | Трав.         | Черв.         | Лип.          | Серп.         | Вер.          | Жовт.         | Лист.         | Груд.         | Рік           |
| Середній максимум, °C | 14,4          | 16,7          | 20,6          | 25,0          | 28,9          | 32,2          | 33,9          | 33,9          | 31,1          | 26,1          | 20,0          | 16,1          | 25,0          |
| Середній мінімум, °C  | 1,1           | 3,3           | 6,7           | 11,1          | 16,1          | 19,4          | 21,1          | 20,6          | 17,8          | 10,6          | 6,1           | 2,2           | 11,1          |
| Норма опадів, мм      | 127           | 117           | 117           | 104           | 127           | 114           | 102           | 94            | 91            | 99            | 112           | 140           | 1346          |
| --------------------- | ------------- | ------------- | ------------- | ------------- | ------------- | ------------- | ------------- | ------------- | ------------- | ------------- | ------------- | ------------- | ------------- |
| Джерело: Weatherbase  |               |               |               |               |               |               |               |               |               |               |               |               |               |

## Демографія
Згідно з переписом 2010 року, у місті мешкали 2853 особи в 1047 домогосподарствах у складі 665 родин. Густота населення становила 318 осіб/км².  Було 1194 помешкання (133/км²).
Расовий склад населення:
| - 48,1 % — чорних або афроамериканців - 46,6 % — білих - 1,5 % — корінних американців - 0,7 % — азіатів |

До двох чи більше рас належало 2,7 %. Частка іспаномовних становила 2,8 % від усіх жителів.
За віковим діапазоном населення розподілялося таким чином: 23,2 % — особи молодші 18 років, 57,3 % — особи у віці 18—64 років, 19,5 % — особи у віці 65 років та старші. Медіана віку мешканця становила 38,1 року. На 100 осіб жіночої статі у місті припадало 86,5 чоловіків;  на 100 жінок у віці від 18 років та старших — 83,7 чоловіків також старших 18 років.
Середній дохід на одне домашнє господарство  становив 38 943 долари США (медіана — 25 572), а середній дохід на одну сім'ю — 48 534 долари (медіана — 30 300). Медіана доходів становила 39 946 доларів для чоловіків та 23 482 долари для жінок. За межею бідності перебувало 34,7 % осіб, у тому числі 40,2 % дітей у віці до 18 років та 29,0 % осіб у віці 65 років та старших.
Цивільне працевлаштоване населення становило 989 осіб. Основні галузі зайнятості: освіта, охорона здоров'я та соціальна допомога — 30,1 %, роздрібна торгівля — 16,0 %, виробництво — 12,8 %, мистецтво, розваги та відпочинок — 10,9 %.